# Can Carreres (Lliçà d'Amunt)
Can Carreres és una masia a la zona del Pla de Lliçà d'Amunt. La primera notícia de la masia és de l'any 1667, bé que l'edifici ha sofert importants modificacions en els anys 1733, 1950 i 1987 quan se condicionà l'edifici per fer-hi un restaurant.
Masia de planta rectangular amb coberta a dues vessants i carener perpendicular a la façana principal. Consta de planta baixa i dues plantes pis. La façana està arrebossada i el portal dovellat amb arc rodó de mig punt. Les finestres de la primera planta estan emmarcades amb carreus i els ampits són de pedra treballada.